# Deneb Algedi
Deneb Algedi (Delta Capricorni, δ Cap) – najjaśniejsza gwiazda (wielkość gwiazdowa waha się między 2,81 a 3,05) w gwiazdozbiorze Koziorożca. Znajduje się około 39 lat świetlnych od Słońca.

## Nazwa
Gwiazda nosi tradycyjną nazwę Deneb Algedi, która wywodzi się od arabskiego ‏ذنب الجدي‎ dhanab al-jady, co oznacza „ogon kozy”. W niektórych spisach gwiazd jej nazwa była także zapisana jako Scheddi. Nazwa Deneb Algedi była przypisywana także gwieździe Gamma Capricorni (Nashira). Międzynarodowa Unia Astronomiczna zatwierdziła użycie nazwy Deneb Algedi dla określenia tej gwiazdy.

## Charakterystyka
Deneb Algedi to gwiazda wielokrotna. Najjaśniejszy składnik, Delta Capricorni A, to gwiazda spektroskopowo podwójna, a także gwiazda zmienna typu Algola, gdyż składniki wzajemnie się zaćmiewają. Okres orbitalny tej pary to zaledwie 1,0228 dnia. Główny składnik (Aa) ma obserwowaną wielkość gwiazdową 3,2m, słabszy składnik Ab ma jasność 5,2m. W odległości 69,1 sekund kątowych (w 1901 r.) znajduje się składnik δ Cap B, słaba gwiazda o wielkości 15,8m, zaś w odległości 118,9″ (w 1910 r.) można dostrzec składnik δ Cap C o jasności 12,7m.
Główna gwiazda układu wykazuje także pewną wewnętrzną zmienność, w związku z czym jest klasyfikowana jako zmienna typu Delta Scuti. Jej nietypowy skład chemiczny powoduje trudności w klasyfikacji widmowej; jest on zapewne związany z separacją pierwiastków w atmosferze gwiazdy.
Ponieważ Deneb Algedi znajduje się blisko ekliptyki, może zostać zasłonięta przez Księżyc i – rzadziej – przez planety.